# Sybra cylindracea
Sybra cylindracea är en skalbaggsart som beskrevs av Stefan von Breuning 1942. Sybra cylindracea ingår i släktet Sybra och familjen långhorningar. Inga underarter finns listade i Catalogue of Life.